# Koiluoto
Koiluoto, en russe « Койлуото », est une île inhabitée de la mer Baltique située dans le golfe de Finlande et traversée par la frontière entre la Finlande et la Russie.

## Géographie
L'île mesure environ 200 mètres de long et 110 mètres de large.
Il s'agit de la plus petite île au monde qui soit traversée par une frontière internationale.